# Tysk-österrikiska backhopparveckan 1988/1989
Tysk-österrikiska backhopparveckan 1988/89 ingick i backhoppningsvärldscupen 1988/1989. 
Man hoppade i Oberstdorf den 30 december 1988, den 1 januari 1989 hoppade man i Garmisch-Partenkirchen och den 4 januari 1989 hoppade man i Innsbruck. Sista deltävlingen i Bischofshofen hoppades den 6 januari 1989.

## Oberstdorf
- Datum: 30 december 1988
- Land:  Västtyskland
- Backe: Schattenbergschanze

| Placering | Hoppare         | Land         | Poäng |
| --------- | --------------- | ------------ | ----- |
| 01        | Dieter Thoma    | Västtyskland | 219,5 |
| 02        | Risto Laakkonen | Finland      | 212,5 |
| 03        | Matti Nykänen   | Finland      | 209,0 |
| 04        | Jens Weissflog  | Östtyskland  | 206,5 |
| 05        | Roberto Cecon   | Italien      | 204,5 |
| 06        | Ernst Vettori   | Österrike    | 203,5 |
| 07        | Josef Heumann   | Västtyskland | 201,5 |
| 08        | Jan Boklöv      | Sverige      | 201,0 |
| 09        | Jari Puikkonen  | Finland      | 200,0 |
| 09        | Jon Inge Kjørum | Norge        | 200,0 |

## Garmisch-Partenkirchen
- Datum: 1 januari 1989
- Land:  Västtyskland
- Backe: Große Olympiaschanze

| Placering | Hoppare          | Land         | Poäng |
| --------- | ---------------- | ------------ | ----- |
| 01        | Matti Nykänen    | Finland      | 220,5 |
| 02        | Jens Weissflog   | Östtyskland  | 218,0 |
| 03        | Risto Laakkonen  | Finland      | 217,0 |
| 04        | Dieter Thoma     | Västtyskland | 214,0 |
| 05        | Jon Inge Kjørum  | Norge        | 211,0 |
| 06        | Josef Heumann    | Västtyskland | 208,0 |
| 07        | Thomas Klauser   | Västtyskland | 207,0 |
| 08        | Mike Holland     | USA          | 205,5 |
| 08        | Günther Stranner | Österrike    | 205,5 |
| 010       | Matjaž Zupan     | Jugoslavien  | 204,5 |

## Innsbruck
- Datum: 4 januari 1989
- Land:  Österrike
- Backe: Bergiselschanze

| Placering | Hoppare           | Land        | Poäng |
| --------- | ----------------- | ----------- | ----- |
| 01        | Jan Boklöv        | Sverige     | 215,0 |
| 02        | Ari-Pekka Nikkola | Finland     | 214,5 |
| 03        | Jens Weissflog    | Östtyskland | 213,0 |
| 04        | Ernst Vettori     | Österrike   | 209,0 |
| 05        | Matti Nykänen     | Finland     | 206,5 |
| 06        | Jon Inge Kjørum   | Norge       | 205,5 |
| 07        | Risto Laakkonen   | Finland     | 203,5 |
| 07        | Jari Puikkonen    | Finland     | 203,5 |
| 09        | Werner Haim       | Österrike   | 203,0 |
| 010       | Miran Tepeš       | Jugoslavien | 194,0 |

## Bischofshofen
- Datum: 6 januari 1989
- Land:  Österrike
- Backe: Paul-Ausserleitner-Schanze

| Placering | Hoppare              | Land            | Poäng |
| --------- | -------------------- | --------------- | ----- |
| 01        | Mike Holland         | USA             | 218,5 |
| 02        | Ari-Pekka Nikkola    | Finland         | 217,0 |
| 03        | Jan Boklöv           | Sverige         | 215,0 |
| 04        | Jon Inge Kjørum      | Norge           | 214,5 |
| 05        | Dieter Thoma         | Västtyskland    | 214,0 |
| 06        | Ole Gunnar Fidjestøl | Norge           | 213,5 |
| 07        | Werner Haim          | Österrike       | 212,0 |
| 08        | Martin Švagerko      | Tjeckoslovakien | 210,0 |
| 08        | Ernst Vettori        | Österrike       | 210,0 |
| 010       | Risto Laakkonen      | Finland         | 208,0 |

## Slutställning
| Placering | Hoppare              | Land         | Poäng |
| --------- | -------------------- | ------------ | ----- |
| 01        | Risto Laakkonen      | Finland      | 841,0 |
| 02        | Matti Nykänen        | Finland      | 838,5 |
| 02        | Jens Weissflog       | Östtyskland  | 838,5 |
| 04        | Dieter Thoma         | Västtyskland | 836,0 |
| 05        | Jan Boklöv           | Sverige      | 833,5 |
| 06        | Jon Inge Kjørum      | Norge        | 831,0 |
| 07        | Ernst Vettori        | Österrike    | 821,0 |
| 08        | Mike Holland         | USA          | 802,5 |
| 09        | Thomas Klauser       | Västtyskland | 792,0 |
| 010       | Ole Gunnar Fidjestøl | Norge        | 790,5 |